# Чата (округ Левіце)
Чата (словац. Čata) — село, громада округу Левіце, Нітранський край. Кадастрова площа громади — 14.77 км².
Населення 972 особи (станом на 31 грудня 2018 року).

## Історія
Чата згадується 1386 року.

## Населення
| Рік:            | 1994. | 2004.   | 2014.    | 2024.   |
| --------------- | ----- | ------- | -------- | ------- |
| Кількість осіб: | 1224  | 1191    | 1016     | 1041    |
| Різниця:        |       | -2,69 % | -14,69 % | +2,46 % |

| Рік:            | 2023. | 2024.   |
| --------------- | ----- | ------- |
| Кількість осіб: | 1035  | 1041    |
| Різниця:        |       | +0,57 % |